# باولو هنريكي مارتينز يوجينيو
باولو هنريكي مارتينز يوجينيو (23 أبريل 1992 بساو باولو في البرازيل - ) هو لاعب كرة قدم برازيلي في مركز الوسط. لعب مع جامعة كلوج ونادي ساو باولو ونادي ميراسول ونادي نوروستي الرياضي.

## وصلات خارجية
- باولو هنريكي مارتينز يوجينيو على موقع قاعدة بيانات كرة القدم.إي يو (الإنجليزية)
- باولو هنريكي مارتينز يوجينيو على موقع Soccerway.com (الإنجليزية)